# Gönczi Kovács György
Gönczi Kovács (Fabricius) György (Gönc, ? – Debrecen, 1595. május 27.) református lelkész, a Tiszántúli református egyházkerület püspöke 1576-tól haláláig.

## Életútja
Miután 1557-ben külföldre ment, 1559 januárjában Wittenbergben iratkozott be az egyetemre. Majd hazajött, de aztán újból kiment és összesen nyolc évet töltött olasz, német és francia egyetemeken, ezúttal 1565. február 8-tól körülbelül egy évig seniora lévén a wittenbergi magyar coetusnak. Végleg visszatérve, előbb ismeretlen helyen, 1575-től Debrecenben lelkészkedett. 1571-ben állítólag esperesévé választotta a debreceni egyházmegye, míg aztán 1576 nyarán püspöke lett a tiszántúli egyházkerületnek.
Munkálkodásában főleg a gyakorlati szükségletek kielégítését tűzte ki célul. Azután sokszor megjelent énekeskönyvét, mely voltaképpen Melius Péterének átdolgozása, először 1592-ben adta ki. „De disciplina ecclesiastica” c. szintén több kiadást ért fontos műve pedig 1577-ben Wittenbergben jelent meg első ízben. Ez az „articuli minores” a debreceni zsinat „nagyobb cikkeivel” együtt sok időn át, még a Geleji-kánonok érvényre jutása után is érvényben volt. A Félegyházi-féle újszövetség-fordítás kiegészítése és közrebocsátása ugyancsak neki köszönhető. Az ő idejében kezdték vezetni a tiszántúli egyházkerület jegyzőkönyvét, és hasonlóképpen az ő idejében nyitottak anyakönyvet a debreceni iskola felsőbb osztályaiba lépők számára. Az 1589. június 9-re, 1590. június 21-re és 1593. június 17-re kitűzött zsinatok alkalmával megvitatandó tételeket „de ecclesia”, „de patrum et nostra communi justificatione et certitudine salutis” és „de coena Domini” – feltehetőleg más hasonló alkalmakkor is – kinyomatta, de példája követésének igen kevés a nyoma.

## Művei
- De Disciplina Ecclesiastica, Wittenberg, 1577
- Theses de ministerio ecclesiastico in ecclesia, exercitii cavsa propositae in generali synodo Varadini celebranda, de quibus responsuri sunt ordinandi(i).., Debrecen, 1589
- Theses exercitii cavsa propositae in generali synodo Rivvlien. celebranda, de patrum et nostra communi iustificatione et certitudine salutis vtriusq(ue) aduersus lymbum papistarum et dubitationem Pyrrhoniorum pontificiorum, de quibus responsuri sunt ordin, Debrecen, 1590
- Énekes könyv, Debrecen, 1592